# Wennerode
Wennerode ist eine Streusiedlung im Gebiet der Ortschaft Vienenburg, die nun einen Stadtteil von Goslar im niedersächsischen Landkreis Goslar bildet.

## Geografie und Infrastruktur
Wennerode befindet sich in der Vienenburger Ebene, einem landwirtschaftlich stark erschlossenen Gebiet unweit von Bad Harzburg. Siedlungskern ist das ehemalige Vorwerk Wennerode, heute als Gut Wennerode bezeichnet. Durch den Gutshof fließt die Stimmecke, die östliche Feldmark wird ferner durch den Föhrenscher Grundgraben erschlossen.

Zum Gebiet gehört die Gaststätte Weißes Ross. Über die Osterwiecker Straße ist ein Anschluss an die Autobahn 36 im Westen und Vienenburg/Goslar sowie Lüttgenrode/Osterwieck im Osten gegeben, eine Kreisstraße führt in Richtung Süden nach Abbenrode. Die südliche Gemarkungsgrenze bildet historisch die Bahnstrecke Halle–Vienenburg (heute Bahnstrecke Ilsenburg–Vienenburg).

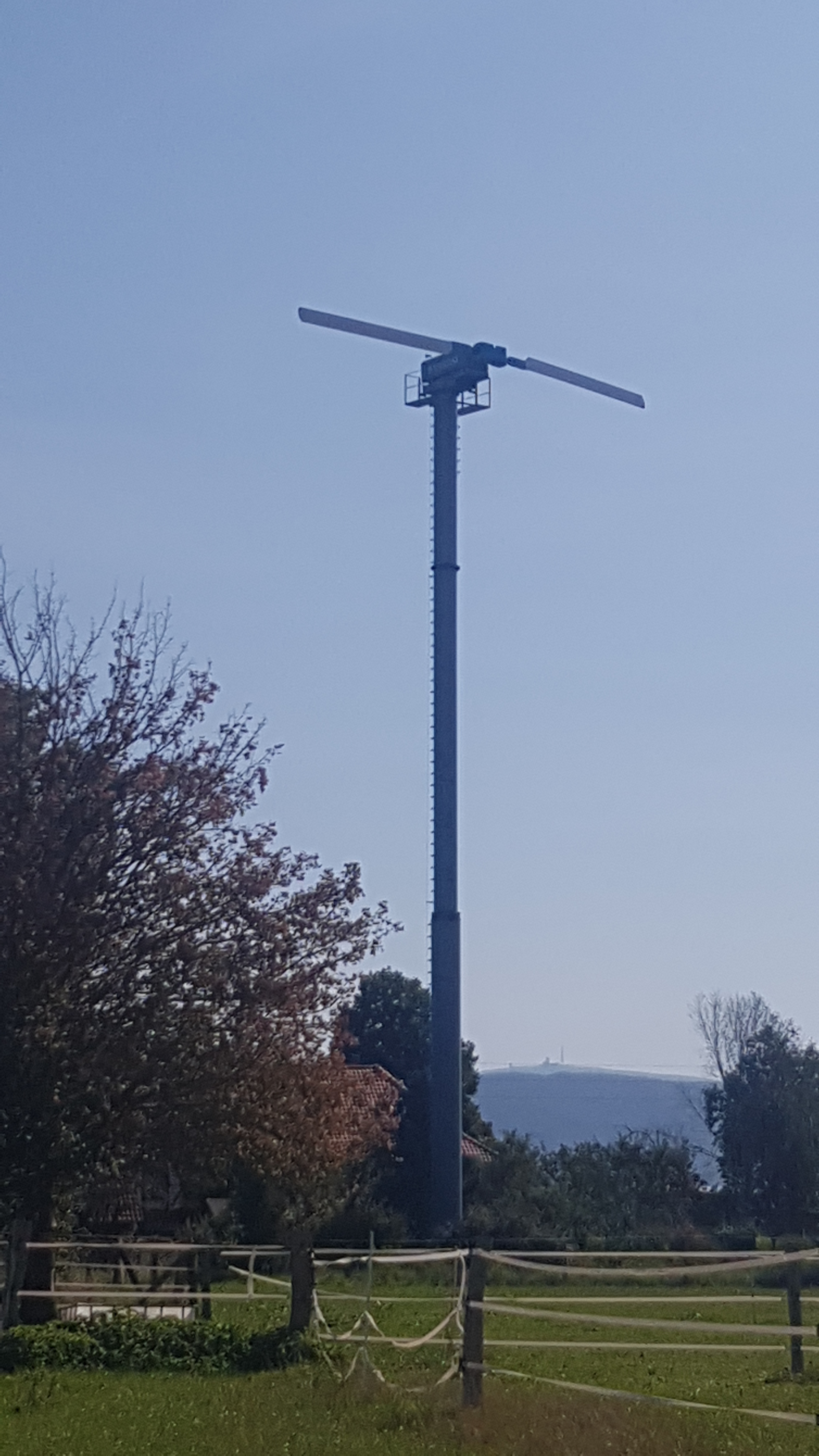
Windrad in Wennerode

## Geschichte
Der erstmals im 11. Jahrhundert genannte Ortsname Wennerode kann sich sowohl auf die Wenden (Slawen) als auch die markante Grenzlage am Rande des Bistums Hildesheim und früherer Herrschaftsgebiete beziehen. Es gibt in unmittelbarer Nähe eine etymologisch ähnliche Wüstung namens Wenderode zwischen Vienenburg und Harlingerode. Vom Mittelalter an bis in die 1960er-Jahre war Wennerode ein Vorwerk der Domäne Vienenburg.
Bedingt durch die Abriegelung der innerdeutschen Grenze nach dem Zweiten Weltkrieg lag das auch Wenneröder Zipfel genannte Gebiet lag äußerst isoliert; die Wege nach Lüttgenrode und Abbenrode waren verwehrt und die Feldmark wurde im Norden, Osten und Süden komplett abgeschnitten. Ein Teil der Feldmark drang aus DDR-Sicht stachelartig etwa einen Kilometer breit und zwei Kilometer lang in das Staatsgebiet ein.
Im Siedlungsverfahren Nordharz entstand die heutige in Streusiedlung. In dem Gebiet waren zuvor nur das gutsähnliche Vorwerk und die Poststelle Weißes Ross besiedelt. Dabei wurden die 1961 pachtfreien Staatsdomänen Vienenburg, Wiedelah und Lochtum in ein Dutzend Hofstellen aufgeteilt und vertriebenen Landwirten zur Aufsiedlung angeboten. Aus dem Vorwerk wurde die Hofstelle 16.

## Politik

### Stadtrat und Bürgermeister
Wennerode gehört administrativ zur Ortschaft Vienenburg. Diese wird auf kommunaler Ebene vom Rat der Stadt Goslar vertreten, nachdem am 1. Januar 2014 die übergeordnete Stadt Vienenburg eingemeindet wurde.

### Ortsvorsteher
Der Ortsvorsteher von Wennerode/Vienenburg ist Martin Mahnkopf (SPD). Seine Amtszeit läuft von 2016 bis 2021.

### Wappen
Der Entwurf des Kommunalwappens von Wennerode stammt von dem Grafiker und Heraldiker Philipp Schmidt, der sämtliche Wappen im Landkreis Goslar entworfen hat.
| Wappen von Wennerode | Blasonierung: „In Grün ein gespickelter roter Balken (Stacheldraht; 3 : 4), schräglinks das Feld durchziehend, darüberhin springend ein silbernes Pferd.“ |
| Wappen von Wennerode | Wappenbegründung: Der Ort Wennerode ist erst nach der Vergrößerung von Vienenburg am 1. Juli 1972 zu einem Wappen gekommen. Als die Stadtverwaltung von Vienenburg das Rathaus mit emaillierten Wappen aller Ortsteile schmückte, bemerkte man, dass u. a. Wennerode noch kein Wappen besaß. Also erdachte man welche für sie und brachte sie neben denen der schon seit längerem wappenführenden Ortsteile an. Für Wennerode wählte man den Stacheldraht, der die Lage des Ortsteils dicht an der damaligen DDR-Grenze markierte. Das darüberhin springende Pferd verweist auf den Wohnplatz „Weißes Ross“ mit eigener Poststelle. |